# Nearctodesmus insulanus
Nearctodesmus insulanus är en mångfotingart som först beskrevs av Chamberlin 1910.  Nearctodesmus insulanus ingår i släktet Nearctodesmus och familjen Nearctodesmidae. Inga underarter finns listade i Catalogue of Life.